# Quarterflash
Quarterflash – amerykański zespół grający muzykę pop i rock, istniejący w pierwszej połowie lat 80.

## Historia
Grupa została założona w 1980 w Portland z połączenia dwóch grających w Oregonie formacji Seafood Mama i Pilot (lub Union). Pierwotny skład zespołu tworzyli:
- Rindy Ross – wokal, saksofon,
- Marvin (lub Marv) Ross (mąż Rindy Ross) – gitara,
- Jack Charles – gitara,
- Rick DiGiallonardo – klawisze,
- Rich Gooch – gitara basowa,
- Brian David Willis – bębny.

Największym sukcesem Quarterflash okazał się ich debiutancki singel „Harden My Heart”, który zajął 3. miejsce na liście przebojów Billboard Hot 100. Inne wysoko notowane przeboje zespołu to Find Another Fool i Take Me to Heart. Grupa została rozwiązana w 1985 w związku z utratą kontraktu z dotychczasową wytwórnią płytową. W 1990 nastąpiła krótkotrwała reaktywacja formacji z udziałem nowych muzyków, która zaowocowała wydaniem przez Epic Records płyty Girl in the Wind. Rindy i Marv Ross dołączyli później do regionalnego zespołu The Oregon Trail Band.

## Dyskografia

### Albumy
- 1981 – Quarterflash
- 1983 – Take Another Picture
- 1985 – Back Into Blue
- 1990 – Girl in the Wind
- 1997 – Harden My Heart: The Best of Quarterflash

### Single
- 1981 – „Harden My Heart”
- 1982 – „Find Another Fool”
- 1982 – „Right Kind of Love”
- 1982 – „Night Shift”
- 1983 – „Take Me to Heart”
- 1983 – „Take Another Picture”
- 1985 – „Talk to Me”